# چوب‌وارگی
چوب‌وارگی یا خشکی ماهیچه‌ای یا کاتالپسی (به انگلیسی: Catalepsy) حالتی عصبی است که با سفتی ماهیچه‌ها، عدم تغییر وضعیت فیزیکی و کاهش حساسیت به درد همراه است.